# Ariba, Idlib
Ariba, Idlib (tiếng Ả Rập: عريبا) là một ngôi làng Syria nằm ở Harem Nahiyah ở huyện Harem, Idlib. Theo Cục Thống kê Trung ương Syria (CBS), Ariba, Idlib có dân số 575 trong cuộc điều tra dân số năm 2004.